# 張昺 (成化進士)
張昺（ちょう へい、1443年 - 1520年）は、明代の官僚。字は仲明、号は寓庵。本貫は寧波府慈渓県。

## 生涯
都御史の張楷の孫にあたる。1472年（成化8年）、進士に及第し、鉛山知県に任じられた。性格は厳正で、刑事裁判を得意とした。1482年（成化18年）、監察御史となり、南京御史に抜擢された。
1488年（弘治元年）7月、張昺は同僚の御史たちとともに「諫言や弾劾をおこなった者が錦衣衛による拷問の辱めを受けていては、言論の道が塞がれます」と言上し、弘治帝に聞き入れられた。先立って孝陵の柏樹に落雷があったことから、張昺は同僚の御史たちとともに大学士の劉吉ら10人あまりを弾劾した。給事中の周紘もまた同僚たちとともに劉吉を弾劾した。劉吉はこのことを憎んだ。この年の冬、張昺と周紘が弘治帝の命を受けて軍を閲兵したところ、軍の多くには部隊の欠員があった。張昺と周紘は守備中官の蔣琮を弾劾しようとしたが、蔣琮が先回りしてふたりを弾劾した。蔣琮の上奏文が内閣に下されると、劉吉はふたりを地方に左遷しようとした。尚書の王恕がこれに抗議し、御史や給事中たちもふたりの弁護にあたった。1489年（弘治2年）、張昺は南京通政司経歴に、周紘は南京光禄寺署丞に降格された。
1494年（弘治7年）、張昺は四川按察僉事に転じた。富豪が人を殺して、官に賄賂を贈って罪を免れようとした。御史がこの事件を張昺に担当させると、張昺は事件の全容を解明した。ほどなく四川按察副使に進んだ。守備中官の某が術士の周慧を朝廷に進めようとした。張昺は周慧を捕らえ、辺境への徙刑を論告した。1年あまりして、病のため引退して帰郷した。経書や史書を手に楽隠居の生活を送った。都御史の王璟が振恤にやってきて張昺に百金を贈ろうとしたが、張昺は固く拒絶して受け取らなかった。知県の丁洪は張昺が鉛山知県だったときに採用した人物であり、朝夕に張昺の居所を訪れて食事を届けようとしたが、張昺はやはり受け取らなかった。1520年（正徳15年）9月辛巳、死去した。著書に『帰田稿』・『棟荘集』・『寓鳴集』・『経子訓戒』があった。